# 청각 (생물)
청각(靑角, Codium fragile, green fleece, green sea fingers, stag · sponge seaweed)은 청각과의 청각속에 속하는 조류이다. 청각의 몸 표면에는 '소낭'이라는 대롱 모양의 작은 주머니가 배열되어 있어서 피층을 이루며, 한편 소낭의 밑부분에서부터 뻗은 가지들이 서로 얽혀서 속부분을 만든다. 이 때 몸 전체는 격벽이 없이 하나의 세포로 이루어져 있으므로, '비세포성 체제'라고 부르기도 한다. 청각은 세계 각지의 연안에 분포하며, 특히 간조선 부근의 암초에 잘 발달되어 있다. 청각 무리에는 많은 종류가 있는데, 중요한 종류로는 구슬청각·밀청각·말청각 등이 있다.
1년생 해조류로,어린 개체가 초겨울부터 생장을 시작한다. 늦은 봄과 초가을까지 빠르게 자라지만, 늦가을부터는 생육이 더뎌지고 한겨울이 되면 죽는다.
청각은 생물 또는 건조 상태로 유통되는데, 김치에 넣기도 하고, 냉국, 무침으로 조리하거나, 효소발효액을 담가 먹기도한다.

## 명칭
대한민국에서는 사슴의 뿔을 닮았다는 점에서 청각채(靑角菜)나 녹각채(鹿角菜)로 일컫는다. 일본에서는 '미루'(海松, 해송. 바다의 소나무)로 칭하며, 영어로는 '시 스태그혼'(Sea staghorn, 바다의 사슴뿔)이라고 한다.